# Halme distans
Halme distans là một loài bọ cánh cứng trong họ Cerambycidae.